# Bepi De Marzi
Giuseppe De Marzi, más conocido por su apodo Bepi (diminutivo de Giuseppe en el dialecto veneciano), es un compositor, organista y director de orquesta y coro italiano.

## Biografía
Giuseppe De Marzi (que firma a veces sus obras como Bepi De Marzi) fundó en 1958, el coro masculino I Crodaioli de Arzignano. De 1978 a 1998 ocupó el órgano y del clavecín en el conjunto I Solisti Veneti dirigida por Claudio Scimone en aquel entonces. Ha impartido clases en el conservatorio de Padua.
Como compositor ha escrito la música y la letra de un centenar de canciones de repertorio coral. Su obra más famosa, Signore delle cime, ha sido traducido a muchos idiomas y es cantada por todo el mundo. Fue compuesta en 1958 a la memoria de su amigo Bepi Bertagnoli, trágicamente desaparecido en las montañas. Recibió en 2018 la distinción de Comendador de la Orden al Mérito de la República Italiana.